# Белочье
Белочье — пресноводное озеро на территории Амбарнского сельского поселения Лоухского района Республики Карелии.

## Общие сведения
Площадь озера — 1 км². Располагается на высоте 96,2 метров над уровнем моря.
Форма озера продолговатая: оно вытянуто с юго-запада на северо-восток. Берега каменисто-песчаные, местами заболоченные.
Из северо-восточной оконечности водоёма вытекает безымянный ручей, впадающий в Миталамбину, откуда берёт начало река Пулома, впадающая в Энгозеро. Воды Энгозера через реки Калгу и Воньгу попадают в Белое море.
Вдоль юго-восточного берега озера проходит автодорога местного значения 86К-5 («Р-21 „Кола“ — Энгозеро — Гридино»).
Населённые пункты вблизи водоёма отсутствуют.
Код объекта в государственном водном реестре — 02020000711102000003085.